# São Domingos (Cap Verd)
São Domingos és un concelho (municipi) de Cap Verd. Està situada a la part central de l'illa de Santiago. La seu és a la vila de São Domingos. Es va formar principalment per alleujar Praia, de les dificultats administratives que representava administrar aquesta gran ciutat al costat d'altres establiments agraris que ara pertanyen al municipi de São Domingos.

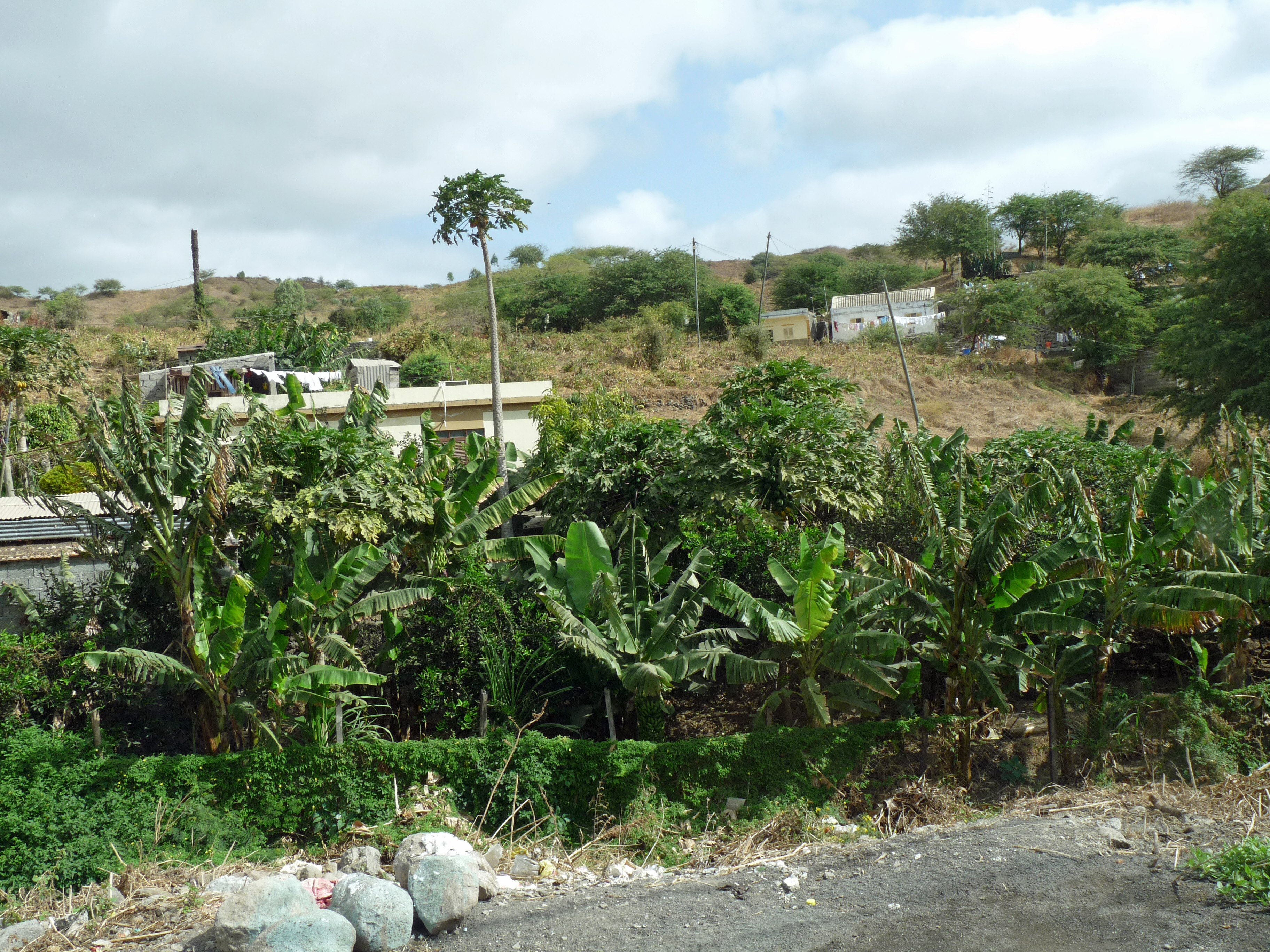
Plantacions a São Domingos

## Geografia
El municipi de São Domingos posseeix dues carreteres, una de les quals s'ha ampliat a tres carrils i va ser pavimentada en 2004. Els dos principals assentaments del municipi són São Domingos i Praia Baixo, altres petits assentaments envolten la zona com Água do Gato, Achada Banana i Rui Vaz, que es troba a la vora d'un penya-segat d'1 km d'altura amb vista a Ribeirão Galinha. Mentre que Rui Vaz i Praia Baixo són els principals centres d'atracció turística, la regió que és aclaparadorament depenent de l'economia agrària. La zona oriental i central són cobertes de terres aptes per al cultiu per un major nivell freàtic dels sòls.

## Parròquies
El municipi és format per dues parròquies:
- Nossa Senhora da Luz
- São Nicolau Tolentino

## Demografia
| 1990   | 2000   | 2010   |
| 11.526 | 13.320 | 13.699 |

## Política
Des de 2004 el Moviment per la Democràcia és el partit governant del municipi quan guanyà el 53.3% a les últimes eleccions.

### Assemblea Municipal
|                            | 2004 % | 2004 escons | 2008 % | 2008 escons | 2012 % | 2012 escons |
| -------------------------- | ------ | ----------- | ------ | ----------- | ------ | ----------- |
| Moviment per la Democràcia | 72.17  | 12          | -      | -           | 53.3   | 9           |
| PAICV                      | cap    | cap         | -      | -           | 44     | 8           |

### Municipalitat
|                            | 2004 % | 2004 seats | 2008 % | 2008 escons | 2012 % | 2012 escons |
| -------------------------- | ------ | ---------- | ------ | ----------- | ------ | ----------- |
| Moviment per la Democràcia | 72.21  | 7          | -      | -           | 52.8   | 7           |
| PAICV                      | cap    | cap        | -      | -           | 44.2   | 0           |
| GID-SD                     | 27.79  | 0          | -      | -           | -      | -           |

## Agermanaments
- Bembibre